# Masacrul de la liceul Marjory Stoneman Douglas
Masacrul de la liceul Marjory Stoneman Douglas a avut loc într-o după-amiază a zilei de 14 februarie 2018 în Parkland, Florida, în zona metropolitană Miami. Șaptesprezece oameni au fost uciși și încă șaptesprezece  au fost răniți, făcându-l unul dintre cele mai grave masacre într-o instituție de învățământ din lume. Nikolas Cruz a fost indentificat de martori și a fost arestat la puțin timp după aceea. El a mărturisit, potrivit șerifului din Broward County că a împușcat victimele. El a fost acuzat de 17 cazuri de crimă premeditată și 17 tentative de omor.

## Atacul

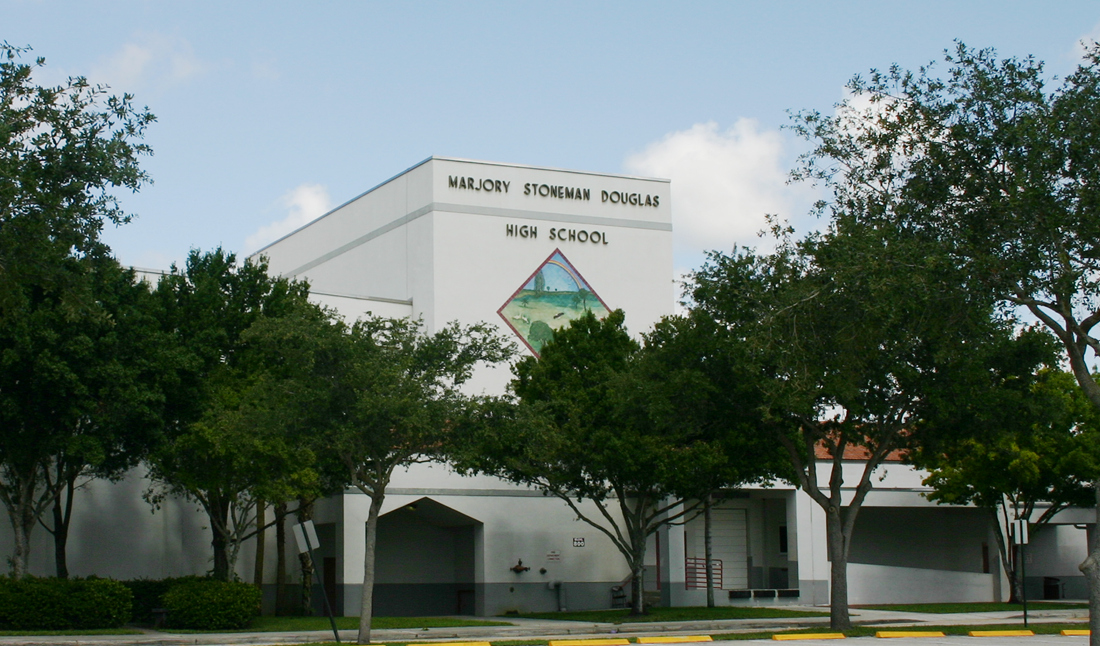
Liceul "Marjory Stoneman Douglas" în anul 2008.

Atacatorul, Nikolas Cruz a cerut un taxi prin sistemul Uber și a fost lăsat la școală de un șofer de sex feminin la ora 2:19. Purta un rucsac negru și un sac lung. La aproximativ 2:21, în apropierea timpului atacului, personalul și studenții au auzit focurile de arme și au instituit un blocaj "cod roșu".
Cruz a activat alarma de incendiu în timp ce purta o mască de gaz și transporta grenade de fum. El a fost înarmat cu o pușcă; Smith & Wesson M & P15 (o pușcă în stil AR-15) și mai multe încărcătoare, și a început să tragă fără discriminare în studenți și personal.
Tragerile au durat timp de șase minute, dupa care Cruz și-a aruncat arma și a părăsit locul, amestecându-se între studenții care fugeau. A mers la Walmart din apropiere, unde și-a cumpărat un suc de la restaurantul din metrou. Apoi a mers la McDonald's și a rămas acolo înainte de a pleca pe jos la 3:01. El a fost arestat fără incidente pe Wyndham Lakes Drive lângă Coconut Creek, în apropiere de Coral Springs, la aproximativ 3:40. Camerele de supraveghere din școală l-au înregistrat pe Cruz drept făptuitor al masacrului.

## Victimele
Șaptesprezece persoane au fost ucise și alte șaptesprezece au fost rănite. Șaptesprezece oameni au fost duși la spitale, cincisprezece dintre acești oameni au fost victime, două au murit în curând. Trei au rămas în stare critică în ziua următoare. Dintre cei uciși, doisprezece au murit în școală, doi în fața liceului, unul pe stradă și doi la spital. Decedații au fost identificați ca:
- Alyssa Miriam Alhadeff (1 mai 2003 - 14 ani)
- Scott Beigel (22 octombrie 1982 - 35 de ani)
- Martin Duque Anguiano (4 septembrie 2003 - 14 ani)
- Nicholas Dworet (24 martie 2000 - 17 ani)
- Coach Aaron Louis Feis (17 mai 1980 - 37 de ani)
- Jaime Taylor Guttenberg (13 iulie 2003 - 14 ani)
- Chris Hixon (25 februarie 1968 - 49 de ani)
- Luke Thomas Hoyer (25 octombrie 2002 - 15 ani)
- Cara Loughran (21 februarie 2003 - 14 ani)
- Gina Rose Montalto (4 aprilie 2003 - 14 ani)
- Joaquín Oliver (4 august 2000 - 17 ani)
- Alaina Joann Petty (22 august 2003 - 14 ani)
- Meadow Jade Pollack (5 octombrie 1999 - 18 ani)
- Helena Freja Ramsay (19 ianuarie 2001 - 17 ani)
- Alexander Logan Schachter (9 iulie 2003 - 14 ani)
- Carmen Marie Schentrup (21 februarie 2001 - 16 ani)
- Peter Wang (9 noiembrie 2002 - 15 ani)

Scott Beigel, a fost profesor de geografie, a fost împușcat după ce a blocat o sală de clasă pentru ca elevii să se ascundă. Unii studenți au supraviețuit, deoarece trăgătorul nu a intrat în sala de clasă. 
Aaron Feis, a fost antrenor de fotbal, asistent și gardian la școală. El a fost împușcat și ucis în timp ce proteja doi studenți. 
Chris Hixon, directorul sportiv al școlii, a fost ucis când a alergat spre sunetul focului.
Peter Wang, în vârstă de 15 ani, a fost văzut ultima dată în uniforma "Junior Reserve Officers' Training Corps" (JROTC), ținând ușile deschise, astfel încât ceilalți să poată ieși mai repede. El a fost numit erou, iar o petiție a Casei Albe a circulat cerând ca el să fie îngropat cu onoruri militare complete. El, Alaina Petty și Martin Duque au fost onorați de postul Armatei SUA cu medalia "ROTC" pentru eroism la înmormântările lor, iar Wang a fost îngropat în uniforma JROTC Blues. La 20 februarie, a primit o admitere rară în postmumie la Academia Militară a Statelor Unite.
Alyssa Alhadeff, care a jucat și a condus o echipă locală de fotbal în Parkland, a fost onorată de Echipa Națională a Femeilor din Statele Unite înainte de meciul lor, la 7 martie 2018, la aproape trei săptămâni după masacru. Coechipierii și familia ei au fost invitați la joc și au prezentat jerseuri oficiale care au inclus numele lui Alhadeff.
Meadow Pollack era în clasa a XII-a la liceu, când a avut loc masacrul. A fost împușcată de patru ori. În timp ce Cruz împușca în alte clase, se târâse spre o ușă într-o sală de clasă, dar nu reușea să intre. Cara Loughran se alătura lui Meadow, văzând-o pe Loughran, a acoperit-o, încercând să o protejeze de gloanțe. Cruz s-a întors la clasă și le-a văzut pe Pollack și pe Loughran. El le-a împușcat de încă cinci ori, ucigându-le pe amândouă.

În martie 2019, după prima aniversare a masacrului, doi supraviețuitori ai atacului s-au sinucis: un fost student care a absolvit anul trecut și un student înscris în anul școlar. Funcționarii și-au reînnoit eforturile de a oferi sprijin pentru sănătatea mintală comunității școlare și familiilor și au remarcat efectele pe termen lung ale unei astfel de traume.

## Atacatorul

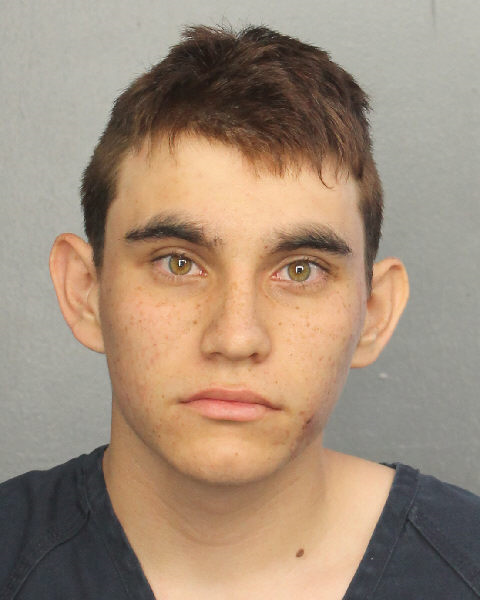
Nikolas Cruz

Făptașul suspectat a fost identificat ca Nikolas Jacob Cruz, fost student al liceului "Marjory Stoneman Douglas". Fostul său profesor de matematică a spus că un e-mail de la administrația școlii a circulat printre profesori. E-mailul a avertizat că Cruz a făcut amenințări împotriva altor studenți, ceea ce a condus ca institutul să-l interzică în campus. El a fost mai târziu expulzat pentru că, aparent, s-a luat la bătaie cu prietenul actual al fostei sale prietene.
Cruz s-a născut pe data de 24 septembrie 1998, în Margate, Florida, Statele Unite și a fost adoptat la naștere. Tatăl său adoptiv, Roger Cruz, a murit din cauza unui un atac de cord în timpul copilăriei lui Cruz. Mama adoptivă, Lynda Cruz, a murit la vârsta de 68 de ani pe data de 1 noiembrie 2017, din cauza gripei și a pneumoniei. Cruz locuise cu niște rude și prieteni de la moartea ei. El a primit anterior tratament de sănătate mintală, dar a încetat să mai meargă.
Cruz a fost membru al grupului Junior Reserve Officers' Training Corps (JROTC) și a primit mai multe premii pentru performanțe academice remarcabile. El a fost, de asemenea, membru al echipei de pușcă de aer al școlii sale. Un fost coleg de clasă a spus că Cruz a avut probleme de gestionare a furiei și de multe ori a glumit cu privire la arme și violență, inclusiv "împușcările instituțiilor". Un alt prieten l-a descris ca fiind "foarte stresat tot timpul și vorbea foarte mult despre arme și a încercat să-și ascundă fața". Un student de aceeași vârstă a spus: "Cred că toată lumea a avut în minte dacă cineva avea de gând să o facă, el va fi." Un alt coleg de clasă l-a descris ca fiind un singuratic cu puțini prieteni, spunând: "Mi-a spus cum a fost dat afară din două școli private, a fost reținut de două ori, a avut aspirații să se alăture armatei și s-a bucurat de persecuții din partea tuturor".
În 2014, el a fost transferat la o școală pentru copiii cu dizabilități emoționale sau de învățare și s-a întors la liceul Marjory Stoneman Douglas doi ani mai târziu. "Departamentul de Copii și Familii din Florida" la investigat în septembrie 2016 pentru posturile Snapchat în care și-ar fi tăiat brațele și a spus că intenționează să cumpere o armă. Anchetatorii de stat au raportat că Cruz avea depresie, autism și tulburare de hiperactivitate cu deficit de atenție. În evaluarea lor, ei au concluzionat că "era în număr scăzut riscul de a se răni pe el sau pe alții". El a primit anterior tratament de sănătate mintală, dar nu a primit tratament în anul care a condus la împușcare. Un e-mail de la administrația școlii a circulat printre profesori, avertizând că Cruz a făcut amenințări împotriva altor studenți. Aceasta a condus școala să-l interzică să poarte un rucsac în campus.
Sheriff-ul Scott Israel din Broward County a descris profilurile și conturile online ale lui Cruz drept "foarte, foarte deranjante". Ele conțineau numeroase poze și postări despre el cu o varietate de arme, inclusiv cuțite lungi, puști și pistoale. Videoclipurile sale de pe YouTube au inclus amenințări violente, cum ar fi: "Vreau să mor în lupta împotriva uciderii unui număr de oameni". El a lăsat un comentariu la videoclipul unui alt utilizator pe 24 septembrie 2017, afirmând că: "voi fi un trăgător la o școală profesională"', care a determinat utilizatorul să îl raporteze Biroului Federal de Investigații (FBI). Potrivit agentului FBI, Robert Lasky, FBI nu a reușit să identifice comentatorul după efectuarea recenziilor și verificărilor bazei de date.
Poliția a spus că Cruz deține viziuni "extremiste", iar conturile de social media despre care se crede că sunt legate de el conțin slăbiciuni anti-negru și anti-musulmane. Într-un grup privat pe Instagram, el a intitulat "Murica (emoji de pavilion american) și un vultur mare", care a susținut uciderea mexicanilor, negrilor și homosexualilor. El a spus că ura lui pentru oamenii negri era "pur și simplu pentru că erau negri" și el s-a referit la femeile albe în relațiile interrasiale ca trădători. El a declarat, de asemenea, opinii antisemite, chiar față de propria-i mamă.

## Proceduri legale
La recuzarea sa în fața judecătorului Kim Theresa Mollica, Cruz a fost acuzat de 17 crime de crimă premeditată. Dacă este condamnat pentru o crimă de capital de către juriu, el ar putea face față pedepsei cu moartea. Potrivit unei declarații făcute de biroul Sheriff-ului din Broward County, el a mărturisit împușcăturile, declarând că a adus încărcătoare suplimentare ascunse într-un rucsac. A cumpărat pușca legal din magazinul de arme din Coral Springs în februarie 2017. La recuzarea pe 15 februarie, el a fost comandat ținut fără legătură. Biroul apărătorului public a declarat că se va pleda vinovat dacă pedeapsa cu moartea va fi luată de pe tablă. Apărătorul general șef din Broward County'l a spus că nu se știe încă dacă avocații lui Cruz vor căuta o apărare de nebunie. Procurorul general din Florida, Pam Bondi, a declarat că anumiți procurori vor căuta pedeapsa cu moartea.

## Urmări
Primii respondenți au stabilit un cort de triaj în afara școlii. Catedra școlară a oferit consiliere studenților și familiilor lor. În plus, procurorul general din Florida, Pam Bondi, a declarat că costurile de înmormântări și consiliere sunt acoperite de stat.
Cel puțin trei județe din Florida și Virginia au crescut prezența poliției în școli pe 15 februarie, ca răspuns la împușcături. Clădirea în care a avut loc masacrul va fi ruptă în bucăți.

### Reacții politice
Donald Trump și-a oferit rugăciunile și condoleanțele familiilor victimelor, scriind: „Niciun copil, profesor sau oricine altcineva nu ar trebui să nu se simtă vreodată în siguranță într-o școală americană.” Într-o adresă televiziată adresată națiunii, el a menționat problemele legate de siguranța școlară și sănătatea mintală. Scott a comandat steaguri la clădirile de stat să fie coborâte în bernă. Donald Trump mai târziu a dispus ca steagurile să fie coborâte în bernă în întreaga țară. La două zile după împușcături, Trump și soția sa, Melania, au efectuat o vizită de o oră la spitalul victimelor, felicitând medicii și făcând fotografii cu personalul, cu un gest de deget mare ridicat în sus.
Știrile BBC au caracterizat reacțiile politicienilor republicani ca fiind axate pe probleme de sănătate mintală, evitând în același timp dezbaterile privind controlul armelor. Reprezentantul Casei Republicane, Paul Ryan, a spus că a fost timpul să „renunțăm și să numărăm binecuvântările noastre, în loc să luăm parte și să ne luptăm unul cu altul pe plan politic.” Senatorul Marco Rubio a spus că propunerile privind legi mai stricte cu privire la arme nu ar fi împiedicat această împușcătură și niciuna din aceste serii de împușcături în istoria recentă și că parlamentarii ar trebui să se concentreze pe partea violenței.
Al Hoffman Jr., un donator politic proeminent din Florida GOP și susținător al lui Rubio, a publicat un e-mail trimis politicienilor din Florida GOP după împușcare, inclusiv guvernatorul Rick Scott și fostul guvernator Jeb Bush, angajându-se să nu mai finanțeze grupuri legislative sau candidați care nu erau activi de a interzice vânzarea de arme de atac militare civililor. "De câți ani de zile am facut asta - având aceste experiențe de terorism, ucideri in masă - și de câți ani nimic nu s-a făcut?", a spus Hoffman. "Este sfârșitul drumului pentru mine".
Alianța pentru Securitatea Democrației a afirmat că conturile de bot din Rusia au folosit Twitter pentru a inflama tensiunile prin postarea comentariilor încărcate care susțin sau se opun controlului armelor pentru a împărți americanii. El a spus că alte conturi legate de Rusia au etichetat filmarea ca pe o operațiune de pavilion fals, pe care guvernul american le va exploata pentru a confisca arme de la cetățeni.
La scurt timp după atac, comentariul public a schimbat rapid atenția asupra politicii armelor. Mai mulți supraviețuitori ai studenților au criticat răspunsul, cerând politicienilor să facă lucruri pentru a împiedica mai mulți copii să moară în împușcături decât să ofere condoleanțe. Unii dintre acești studenți au cerut un control mai strict al armelor ca modalitate de acțiune. Unul dintre profesori au spus că au fost atâtea victime chiar și după ce oamenii de la școală au făcut tot ce trebuiau să facă. Ea a simțit că guvernul nu a făcut suficient pentru a păstra studenții la școala ei în siguranță. Rob Runcie a spus: "acum este momentul pentru a avea o conversație reală cu privire la legislația privind controlul armelor".
Sheriff-ul Scott Israel a cerut deputaților să modifice legea privind sănătatea mintală din Florida pentru a permite poliției să rețină și să spitalizeze persoanele care postează posturi perturbatoare pe social media, nu doar amenințări clare. "Vorbesc despre a fi în jurul valorii de bombe, posibil vorbind despre a lua viața oamenilor", a spus el. "Să luăm doar o fotografie cu un pistol sau cu un cuțit sau o armă - ceea ce, în sine, nu este în mod clar deloc ceva de care suntem îngrijorați".

### Niciodată din nou MSD
Supraviețuitorii au organizat un grup care nu a reaprins niciodată MSD (Marjory Stoneman Douglas) în urma împușcării. Grupul a început pe social media folosind hashtag "#NeverAgain". El a cerut acțiuni legislative pentru a preveni împușcături similare pe viitor și a condamnat în mod voit deputații americani care au primit contribuții politice din partea Asociației Naționale de Rifle (NRA). "Niciodată din nou" a avut loc pe 17 februarie 2018 în Ft. Lauderdale, Florida, la care au participat sute de susținători. Emma Gonzales a fost menționată pentru discursul său plin de bucurie, mustrând "gândurile și rugăciunile" din partea guvernului și a președintelui. "Martie pentru viețile noastre", o demonstrație la nivel național, care va include un marș în Washington, D.C., fiind planificată pe data de 24 martie 2018.

### Infracțiunea FBI a informațiilor
Pe 5 ianuarie 2018, linia de acces public a FBI-ului a primit un pont de la o persoană care era apropiată de Cruz. La 16 februarie (două zile după masacru), agenția a lansat o declarație care detaliază aceste informații. Potrivit afirmației, "apelantul a oferit informații despre armele pe care Cruz le deținea, dorința de a ucide oamenii, comportamentul anormal și perturbarea posturilor de social media, precum și potențialul de a efectua un masacru în școală". După ce a efectuat o anchetă, FBI a recunoscut că a confundat informațiile. Ei au aflat că nu au fost transmise biroului de teren din Miami unde ar fi fost luate măsuri.
Guvernatorul din Florida, Scott, a cerut directorului FBI, Christopher A. Wray, să demisioneze după ce agenția a confundat cu greșeli informațiile care ar fi împiedicat masacrul. Președintele Donald Trump a scris că FBI nu a reușit să detecteze trăgătorul pentru că "petrec prea mult timp încercând să demonstreze implicarea rusească în campania Trump".